# Ozawkie
Ozawkie és una població dels Estats Units a l'estat de Kansas. Segons el cens del 2000 tenia 552 habitants.

## Demografia
Segons el cens del 2000, Ozawkie tenia 552 habitants, 202 habitatges, i 167 famílies. La densitat de població era de 687,5 habitants/km².
Dels 202 habitatges en un 36,1% hi vivien nens de menys de 18 anys, en un 77,2% hi vivien parelles casades, en un 5% dones solteres, i en un 17,3% no eren unitats familiars. En el 13,9% dels habitatges hi vivien persones soles el 7,9% de les quals corresponia a persones de 65 anys o més que vivien soles. El nombre mitjà de persones vivint en cada habitatge era de 2,73 i el nombre mitjà de persones que vivien en cada família era de 3,03.
Per edats la població es repartia de la següent manera: un 27,4% tenia menys de 18 anys, un 4,3% entre 18 i 24, un 25,4% entre 25 i 44, un 29,3% de 45 a 60 i un 13,6% 65 anys o més.
L'edat mediana era de 40 anys. Per cada 100 dones de 18 o més anys hi havia 92,8 homes.
La renda mediana per habitatge era de 62.969 $ i la renda mediana per família de 67.292 $. Els homes tenien una renda mediana de 42.308 $ mentre que les dones 27.375 $. La renda per capita de la població era de 21.857 $. Entorn de l'1,1% de les famílies i el 2,3% de la població estaven per davall del llindar de pobresa.

## Poblacions més properes
El següent diagrama mostra les poblacions més properes.